# Kim Kyu-sik
Kim Kyu-sik (Busan, 29 gennaio 1881 – Manp'o, 10 dicembre 1950) è stato un politico e patriota sudcoreano, leader del Governo provvisorio della Repubblica di Corea, del quale fu primo, secondo e ultimo vicepresidente.

## Biografia
Già a diciotto anni fu uno dei capi della rivolta di Donghak del 1894, nel corso della quale lanciò un attacco contro i soldati giapponesi stanziati a Dongnae in Busan. La lotta proseguì per vari anni e Kim Kyu-sik aumentò sempre di più il suo prestigio nella rivoluzione fino a che nel marzo 1918 venne esiliato in Cina dove entrò a far parte di un governo provvisorio coreano in esilio stabilitosi a Shanghai.
Durante la seconda guerra mondiale sostenne l'Esercito di Liberazione Coreano. Dopo la fine della guerra, nel 1945 la Corea venne divisa tra il Nord comunista sotto l'Unione Sovietica e il Sud capitalista sotto gli Stati Uniti d'America. Kim condannò la divisione della sua Patria e propose un congresso per l'unificazione a Pyongyang con il futuro presidente della Corea del Nord, Kim Il-sung.
Il progetto fallì e Kim venne rapito dalla Corea del Nord, dove morì nel 1950, pochi mesi dopo l'inizio della Guerra di Corea.